# Terminal Alvorada
Das Terminal Alvorada ist ein zentraler Busbahnhof im Stadtteil Barra da Tijuca in der Stadt Rio de Janeiro, Brasilien.

## Lage
Das Terminal Alvorada befindet sich etwa in der Mitte des Stadtteils Barra da Tijuca, auf dem südlichen Teil des Verkehrsknotenpunkts, an dem sich die Linha Amarela im Norden, beziehungsweise die Avenida Ayrton Senna im Süden und die Avenida das Américas kreuzen. Auf dem nördlichen Teil des Verkehrsknotenpunkts befindet sich die Cidade das Artes, die man durch einen Tunnel unter der Avenida das Américas vom Terminal zu Fuß erreichen kann.
Zu den weiteren nahegelegenen Sehenswürdigkeiten gehören die Einkaufszentren Barra Shopping, ein Carrefour-Supermarkt und der tropische Park Bosque da Barra. Den Strand Praia da Barra da Tijuca kann man ebenfalls zu Fuß erreichen.

## Geschichte

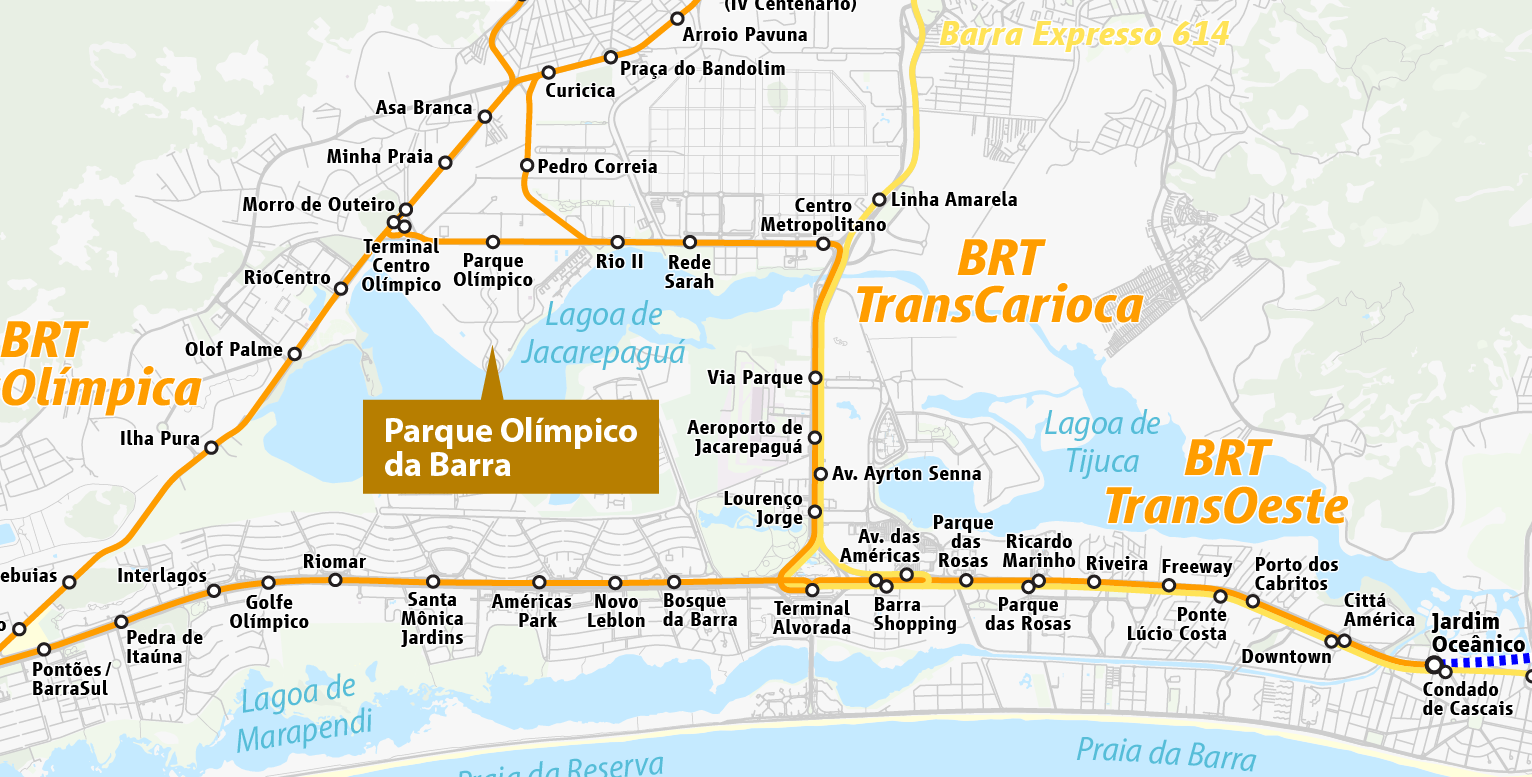
BRT-Karte von Barra da Tijuca mit dem Terminal Alvorada in der Mitte

Zu Beginn der 1980er Jahre wurde mit dem Bau des Terminal Alvorada angefangen und im Jahre 1981 wurde es eingeweiht. Vorausgegangen war ein starker Bevölkerungszuwachs im Stadtviertel Barra da Tijuca. Zunächst wurden von hier nur 11 Linien bedient.
Im Dezember 2011, mit dem Baubeginn des Transcarioca-Bus-Rapid-Transit-Systems und der Linie BRT TransOeste, wurde das Terminal grundlegend renoviert. Ein Parkplatz mit einer Kapazität für 24 Busse für die BRT-Fahrzeuge wurde angebaut, dieser wurde später auf 60 Plätze erweitert. Für die Stadtbusse stehen weitere 39 Stellplätze zur Verfügung. Darüber hinaus erhielt das Terminal ein Kontrollzentrum für die BRT Busse, einen Parkplatz mit 200 PKW-Stellplätzen, Läden und ein Gebäude für die Verwaltung des Terminals. Zwei Tunnel verbinden die Bussteige, die Parkplätze sowie die Cidade das Artes miteinander, über zwei Rampen kann man des Terminal nach Osten und nach Westen verlassen.
Am 24. Dezember 2013 wurde das Terminal wieder eröffnet und ab Juni 2014 war das Terminal Endstation der Linie TransOeste, die heute mit der Erweiterung der Linie nach Westen jetzt an der Station Jardim Oceânico endet. Zur Verbesserung der Infrastruktur wurden bei dem Umbau mehr als 800.000 R$ in das Terminal Alvorada investiert. Es verfügt jetzt über drei Plattformen A, B und C, über die 48 Buslinien abgefertigt werden. Weiterhin ist es ein Umsteigebahnhof der BRT-Linien Transoeste und Transcarioca. Das Terminal hat eine Kapazität von mehr als 50.000 Menschen pro Tag.